# Štajerska vas
Štajerska vas je naselje v Občini Slovenske Konjice. Ustanovljeno je bilo leta 1999 iz dela ozemlja naselja Spodnji Jernej. Leta 2015 je imelo 41 prebivalcev.